# Colliers International
Colliers International este o companie de consultanță imobiliară din Statele Unite.
Colliers International este un parteneriat global între companii care furnizează consultanță imobiliară, având 294 de birouri în 61 de țări.
În Europa Centrală și de Est, Colliers International furnizează servicii în România, Polonia, Cehia, Slovacia, Ungaria, Rusia, Ucraina, Bulgaria, Serbia și Muntenegru.

## Colliers în România
Compania este prezentă și în România, unde a avut afaceri de 21,2 milioane euro în anul 2007.
Cifra de afaceri:
- 2009: 2,8 milioane euro[4]
- 2008: 17,6 milioane euro[5]
- 2007: 21,2 milioane euro